# マサヤ
マサヤ（西: Masaya）は、ニカラグアの都市で、マサヤ県の県都。「花の街」と呼ばれる。グラナダの14km西、首都マナグアの30km南に位置し、北には名の由来となったマサヤ山がそびえる。人口は18万8990人（2021年）。

## 地理
ニカラグアの大穀倉地帯の中央部に位置し、マサヤ県やコラソ県で生産された農産物はここから船で首都マナグアやレオンに運ばれる。軽工業も盛んで、靴や衣類がつくられている。葉巻、皮革製品、石鹸、糊の生産、繊維加工なども行われている。周辺地域では家具がつくられており、マサヤ近郊の湖近くにはハンモック製造所がある。
マサヤは「ニカラグア文化の発祥の地」として知られ、工芸品の生産が盛ん。中央バスステーションの隣に位置するメイン市場は種別に区分されており、なかには女性用ハンモック、刺繍ブラウス、木彫り作品、麻織物といったユニークなコーナーもある。周辺地域で生産される金物や美容製品なども常時売られている。
大衆市場から数ブロック離れた中心街近くに1900年代に築かれた旧市場の中には工芸品市場があり、地元の工芸品が見られることから観光地としてにぎわっている。木曜日の夜には毎週「お祭り騒ぎの夜」というイベントがあり、民族舞踊が見られる。
毎年秋には守護聖人のヒエロニムスを祀る祝祭が催される。祝祭では多くの人々が民族舞踊や通りの行列に参加し、聖人にささげるが、宗教的意味合いは薄い。通りの行列には地元や国の政治家を風刺したコスチュームをする個人や団体もいる。この祝祭は3ヶ月という長さと民族的要素の濃さから国内でよく知られる。
旧市街には数箇所の広場と16世紀のバロック建築の教会が2軒ある。

## マサヤ山
国立公園となっている標高635mのマサヤ山は一帯で最も活発な活火山で、マサヤとニンディリの2つの噴火口と5つのクレーターがある。スペイン人が最初に文献に記した1524年以降、少なくとも19回噴火している。火口には活発な溶岩湖があり、最新の噴火は2003年のもので、その際は上空4600mまで噴煙が上がった。紀元前4500年ごろには爆発的噴火を起こし、それは過去1万年の地球上での噴火で最大級のものだったとされる。

## アポヨ湖
マサヤは休火山の火口に形成されたアポヨ湖の北西に位置する。アポヨ湖自然保護区の一部となっているこの湖は一帯で観光地として人気があり、湖岸には数軒のホステルと小さなリゾートがある。クレーターは直径6.5km、深さ200mにもなり、釣りやウォータースポーツができる。付近には植民地時代の考古学遺跡もある。

## コヨテペ
「コヨテペ」は20世紀はじめに築かれた古城で、現在は博物館に改装されている。1912年、この地で国民軍とアメリカ海兵隊が激戦を交わした。ソモサはこの地を刑務所に改め、特に残酷な仕打ちをした。

## 姉妹都市
- ベロオリゾンテ（ブラジル）
- ディーツェンバハ（ドイツ）
- レスター（イギリス）
- ナイメーヘン（オランダ）
- ノースプレーンフィールド（アメリカ合衆国、ニュージャージー州）